# East Earl Township
East Earl Township ist ein Township im Nordosten des Lancaster County im US-Bundesstaat Pennsylvania. Bei der Volkszählung 2020 betrug die Einwohnerzahl 6699.

## Geografie
Nach Angaben des US Census Bureau hat das Township eine Gesamtfläche von 63,97 Quadratkilometern, davon sind 63,7 Quadratkilometer Land und 0,27 Quadratkilometer sind Wasser. Es umfasst die Siedlungen Union Grove, Weaverland, Goodville (CDP), Blue Ball (CDP), East Earl (CDP), Fetterville und Cedar Lane. Das Borough Terre Hill wird vollständig vom East Earl Township umschlossen, ist aber nicht Teil davon. Der Welsh Mountain liegt an der südlichen Grenze der Townships.

## Demografie
Bei der Volkszählung 2020 betrug die Einwohnerzahl 6699. 